# Karl Gerhold (Fußballspieler)
Karl Gerhold (* 1908 in Wien; † 1985 in Köln) war ein österreichischer Fußballspieler.

## Karriere
Karl Gerhold begann seine Fußballkarriere in den Straßen Favoritens. Gegen den Willen der Mutter fuhr er heimlich nach Döbling, um dort mit der Vienna zu trainieren. Er errang als Verbinder neben Wunderteam-Spieler Fritz Gschweidl den ÖFB-Cup 1929, wobei er im Finale beim 3:2-Sieg über Rapid per Kopfball das 2:0 markierte. Auch die Fahrten zu den Spielen des Mitropapokal 1929 nach Prag und Budapest musste er ohne das Wissen der Mutter durchführen.
Nach dem Tod seiner Mutter ging er als Profi-Fußballer in die Schweiz, zunächst 1930 gemeinsam mit seinem Klubkollegen Leopold Giebisch nach Bern zum BSC Young Boys, danach nach Lausanne, wo er mit Lausanne-Sports als Zweitligist sensationell den Titel der Meisterschaft 1932 errang. Weil ihn die verschiedenen Sprachen besonders interessierten, zog er von Lausanne nach Locarno und später zurück nach Bern, wo er beim FC Bern spielte. Als Großdeutscher aus der Schweiz ausgewiesen, führte ihn sein Weg 1938 nach Köln, wo er beim Mülheimer SV noch 10 Jahre als Spieler wirkte und wo er nach dem Krieg seine Trainerlizenz machte und mehrere kleinere Vereine trainierte. Er blieb seinem Sport dem Fußball immer treu und spielte selbst bis zu seinem 75. Lebensjahr in einer Hobbygruppe. 1985 starb er und liegt in Köln-Wahn, seiner zweiten Heimat begraben.

## Erfolge
- 1 × Schweizer Meister: 1932
- 1 × Österreichischer Cupsieger: 1929

| Personendaten    | Personendaten                   |
| ---------------- | ------------------------------- |
| NAME             | Gerhold, Karl                   |
| KURZBESCHREIBUNG | österreichischer Fußballspieler |
| GEBURTSDATUM     | 1908                            |
| GEBURTSORT       | Wien                            |
| STERBEDATUM      | 1985                            |
| STERBEORT        | Köln                            |